# Diplotaxis residua
Diplotaxis residua är en skalbaggsart som beskrevs av Henry Clinton Fall 1909. Diplotaxis residua ingår i släktet Diplotaxis och familjen Melolonthidae. Inga underarter finns listade i Catalogue of Life.